# Calanthe vaginata
Calanthe vaginata är en orkidéart som beskrevs av John Lindley. Calanthe vaginata ingår i släktet Calanthe och familjen orkidéer.
Artens utbredningsområde är Assam (Indien). Inga underarter finns listade i Catalogue of Life.